# Alimentador La Ensenada (Metropolitano)
El servicio AN-13 o alimentador La Ensenada del Metropolitano conecta el terminal Naranjal con los distritos de Independencia, Los Olivos, Comas y Puente Piedra

## Características

### Horarios
| Servicio Alimentador | Lunes a viernes | Lunes a viernes | Sábado        | Sábado       | Domingo       | Domingo       |
| Servicio Alimentador | De ida          | De vuelta       | De ida        | De vuelta    | Domingo       | Domingo       |
| Servicio Alimentador | De ida          | De vuelta       | De ida        | De vuelta    | De ida        | De vuelta     |
| -------------------- | --------------- | --------------- | ------------- | ------------ | ------------- | ------------- |
| Regular              | 05:45-08:15     | 05:00-09:00     | 05:45-08:15   | 05:00-09:00  | Sin Servicio  | Sin Servicio  |
| Regular              | 17:00-21:00     | 18:00-21:30     | 17:00 - 21:00 | 18:00-21:30  | Sin Servicio  | Sin Servicio  |
| Expreso              | 05:45 - 12:00   | 05:00 - 11:30   | 05:45 - 12:00 | Sin Servicio | 05:00 - 23:30 | 05:00 - 22:30 |

### Tarifa
| Usuarios    | Regular | Expreso |
| ----------- | ------- | ------- |
| General     | S/ 1.50 | S/ 1.00 |
| Estudiantes | S/ 0.75 | S/ 0.50 |
| CONADIS     | Gratis  | Gratis  |

## Recorrido
| Ida La Ensenada | Estación Naranjal Embarque 13 - Av. Túpac Amaru - Av. Naranjal - Óvalo Naranjal - Carretera Panamericana Norte - Intercambio Vial Norte (Trébol de Universitaria) - Av. Universitaria - Av. Santa Elvira (Villa Sol Paradero Manuel de Lara) - Av. Central - Av. Próceres de Huandoy - Av. Cordialidad - Puente Cordialidad - Av. Malecón Chillón - Cl. Los Álamos - Cl. Las Granadas - Cl. Virgen del Carmen - Cl. Jaracandá - Cl. Las Acacias - Cl. Los Conquistadores. |
| Vuelta Naranjal | Cl. Los Conquistadores - Cl. Las Acacias - Cl. Los Rosales - Cl. Virgen del Carmen - Cl. Las Granadas - Cl. Los Álamos - Av. Malecón Chillón - Puente Cordialidad - Av. Próceres de Huandoy - Av. Central - Av. Santa Elvira - Av. Universitaria - Intercambio Vial Norte (Trébol de Universitaria) - Carretera Panamericana Norte - Óvalo Naranjal - Av. Naranjal - Av. Túpac Amaru - Estación Naranjal Embarque 13.                                                     |

## Paraderos
Los paraderos varían según el horario y el servicio Alimentador que esté en operación. 
| N° | Paradero                        | Común con   |
| -- | ------------------------------- | ----------- |
| 1  | Terminal Naranjal (embarque 13) |             |
| 2  | Hospital Los Olivos             | AN-03 AN-14 |
| 3  | Tres Postes                     | AN-03       |
| 4  | Universitaria                   | AN-14       |
| 5  | Santa Elvira                    |             |
| 6  | Huandoy                         | AN-14       |
| 7  | San Martín                      | AN-03       |
| 8  | Los Rosales                     |             |
| 9  | 2 de Octubre                    |             |
| 10 | Los Portales                    |             |
| 11 | Coordialidad                    |             |
| 12 | Honradez                        |             |
| 13 | Calle 27                        |             |
| 14 | Parque Los Portales             |             |
| 15 | Alborada                        |             |
| 16 | Rosedal                         |             |
| 17 | Comisaría                       |             |
| 18 | Palmeras                        |             |
| 19 | Conquistadores                  |             |
| 20 | Ca 5                            |             |

| N° | Paradero                        | Común con |
| -- | ------------------------------- | --------- |
| 1  | Ca 5                            |           |
| 2  | 23 de Agosto                    |           |
| 3  | Botica                          |           |
| 4  | El Rosedal                      |           |
| 5  | Las Granadas                    |           |
| 6  | Alborada                        |           |
| 7  | Parque Los Portales             |           |
| 8  | Calle 2                         |           |
| 9  | Honradez                        |           |
| 10 | Los Próceres                    |           |
| 11 | Los Portales                    |           |
| 12 | 2 de Octubre                    |           |
| 13 | Los Rosales                     |           |
| 14 | San Martín                      | AN-03     |
| 15 | Central                         |           |
| 16 | Santa Elvira                    |           |
| 17 | Universitaria                   |           |
| 18 | Tres Postes                     | AN-03     |
| 19 | Marañón                         | AN-03     |
| 20 | Hospital Los Olivos             | AN-03     |
| 21 | Terminal Naranjal (embarque 13) |           |

| N° | Paradero                        | Común con   |
| -- | ------------------------------- | ----------- |
| 1  | Terminal Naranjal (embarque 13) |             |
| 2  | Hospital Los Olivos             | AN-03 AN-14 |
| 3  | Tres Postes                     | AN-03       |
| 4  | Universitaria                   | AN-14       |
| 5  | Santa Elvira                    |             |
| 6  | Huandoy                         | AN-14       |
| 7  | San Martín                      | AN-03       |
| 8  | Los Rosales                     |             |
| 9  | 2 de Octubre                    |             |
| 10 | Los Portales                    |             |
| 11 | Coordialidad                    |             |
| 12 | Honradez                        |             |
| 13 | Calle 27                        |             |
| 14 | Parque Los Portales             |             |
| 15 | Alborada                        |             |
| 16 | Rosedal                         |             |
| 17 | Comisaría                       |             |

| N° | Paradero                        | Común con   |
| -- | ------------------------------- | ----------- |
| 1  | Comisaria                       |             |
| 2  | El Rosedal                      |             |
| 3  | Las Granadas                    |             |
| 4  | Alborada                        |             |
| 5  | Parque Los Portales             |             |
| 6  | Calle 2                         |             |
| 7  | Honradez                        |             |
| 8  | Los Próceres                    |             |
| 9  | Los Portales                    |             |
| 10 | 2 de Octubre                    |             |
| 11 | Los Rosales                     |             |
| 12 | San Martín                      | AN-03       |
| 13 | Central                         |             |
| 14 | Santa Elvira                    |             |
| 15 | Universitaria                   | AN-14       |
| 16 | Tres Postes                     | AN-03       |
| 17 | Marañón                         | AN-03       |
| 18 | Hospital Los Olivos             | AN-03 AN-14 |
| 19 | Terminal Naranjal (embarque 13) |             |